# Cavaliere Verde
Il Cavaliere Verde, il cui vero nome è ser Bertilak, ser Bercilak o Bredbeddle, è un personaggio del ciclo arturiano. Appare per la prima volta nel poema cavalleresco del XIV secolo Sir Gawain e il Cavaliere Verde e ne Il Cavaliere Verde. Se in queste opere egli è descritto come un antagonista di re Artù e dei cavalieri della Tavola Rotonda, e nello specifico di Gawain, la frammentaria ballata inglese King Arthur and King Cornwall riporta che anche lui fosse un cavaliere della Tavola Rotonda.

## Ruolo nel ciclo arturiano
In Ser Galvano e il Cavaliere Verde, è la Fata Morgana, sorellastra e nemica di re Artù, che getta un maleficio su un cavaliere e lo invia alla corte reale per sfidare i cavalieri della Tavola Rotonda. L'uomo irrompe durante la festa di Natale e appare enorme, con la pelle e i vestiti verdi, armato di una grossa scure. Il Cavaliere Verde dileggia i presenti e afferma che le storie sul coraggio dei cavalieri della Tavola Rotonda siano tutte fanfaronate; li sfida quindi ad una singolare prova di coraggio: uno di loro potrà decapitarlo con l'ascia, ad un anno esatto di distanza dovrà però recarsi in un luogo predeterminato e farsi restituire il colpo. Ser Galvano, nipote del re, accetta la sfida e tronca la testa del Cavaliere Verde, il quale però la raccoglie e se ne va indisturbato. Ser Galvano, per onorare la parola data, si mette in viaggio per la Cappella Verde, ove incontrerà il Cavaliere, ma arriva in anticipo, per cui viene ospitato per qualche giorno in un vicino castello da un certo ser Bercilak. Bercilak, che suole andare regolarmente a caccia, offre a Galvano di donargli ogni giorno tutte le prede che catturerà, in cambio il cavaliere della Tavola Rotonda dovrà restituirgli qualsiasi cosa gli venga data durante la sua permanenza al castello. Ogni giorno, mentre il padrone di casa è a caccia, sua moglie fa delle profferte all'ospite, il quale per tre volte la rifiuta, ma alla terza accetta, assieme ad un bacio, una fascia di stoffa decorata, che al termine della giornata non restituisce a Bercilak. Finalmente Galvano raggiunge la Cappella Verde, ove lo attende il Cavaliere Verde. Galvano espone il collo all'ascia e il Cavaliere per due volte sferra un colpo a vuoto, la terza gli infligge una lieve ferita sulla nuca. Il Cavaliere Verde infine rivela di essere ser Bercilak e di aver voluto testare non solo il coraggio ma anche l'onore di Galvano; quest'ultimo in effetti ha superato la prova, ma la lieve ferita gli è stata inflitta per aver trattenuto un dono fattogli da una donna sposata (la quale comunque agiva secondo le istruzioni del marito).
In Il Cavaliere Verde la storia presenta alcune varianti. Non è la Fata Morgana che getta un incantesimo sul Cavaliere Verde, qui chiamato Bredbeddle, bensì la suocera. Bredbeddle inoltre non pensa solo di testare il coraggio dei cavalieri della Tavola Rotonda, ma vuole uccidere ser Galvano e la propria moglie, perché quest'ultima è segretamente innamorata di lui. Anche in questa versione comunque l'esito è lo stesso di sopra: Galvano si dimostra un uomo d'onore, per cui il Cavaliere Verde lo risparmia e anzi si fa riaccompagnare da lui alla corte del re.
Nella ballata King Arthur and King Cornwall, Bredbeddle invece è già un cavaliere della Tavola Rotonda. Qui non testa il valore di ser Galvano, ma affronta un folletto maligno che un mago ha fatto entrare nelle camere del re. Il cavaliere riesce a sottometterlo grazie ad un testo sacro, tanto da imporgli di allontanarsi dalla corte e decapitare invece il suo padrone.
In opere a tema cavalleresco più tarde compaiono altri Cavalieri Verdi. Il più famoso è un certo ser Partolope, che in Le morte d'Arthur di sir Thomas Mallory è uno dei cavalieri che si frappone tra ser Gareth e il salvataggio di una dama di nome Lyonors, tenuta prigioniera dal Cavaliere Rosso.